# Triaenops parvus
Triaenops parvus (Benda & Vallo, 2009) è un pipistrello della famiglia dei Rinonitteridi endemico della Penisola arabica.

## Descrizione

### Dimensioni
Pipistrello di piccole dimensioni, con la lunghezza della testa e del corpo tra 52 e 57 mm, la lunghezza dell'avambraccio tra 44,7 e 48,1 mm, la lunghezza della coda tra 30 e 34 mm, la lunghezza delle orecchie tra 11,4 e 13,9 mm.

### Aspetto
Le parti dorsali sono beige o grigio-brunastre chiare, mentre le parti ventrali sono beige chiare o bruno-grigiastre chiare. Il muso è largo, piatto, la foglia nasale è priva di pigmento o bruno-grigiastra chiara, con la porzione anteriore a forma di ferro di cavallo, con un incavo centrale alla base e una proiezione ben sviluppata a forma di clessidra tra le narici. La porzione posteriore è elevata, con tre grandi proiezioni appuntite all'estremità e fino a 5 celle su ogni lato. Le orecchie sono corte, ampiamente separate tra loro, a forma di imbuto e con una prominente rientranza sul bordo posteriore appena sotto l'estremità appuntita. Le membrane alari sono marroni scure. La coda è lunga ed inclusa completamente nell'ampio uropatagio. Il calcar è lungo circa quanto il piede.

## Biologia

### Alimentazione
Si nutre di insetti.

## Distribuzione e habitat
Questa specie è conosciuta soltanto in una zona tra lo Yemen orientale e l'Oman occidentale.

## Conservazione
Questa specie, essendo stata scoperta solo recentemente, non è stata sottoposta ancora a nessun criterio di conservazione.